# Worknesh Mesele
Worknesh Musele Handeno, né le 10 juin 2001 à Shebedino est une athlète éthiopienne du 400 mètres et 800 mètres.

## Carrière
En 2019 Elle participe aux Jeux africains à Kabat au 400 m et au relais 4x400 m.
En 2021, Muselé, après avoir terminé les essais olympiques éthiopiens, elle réalise le 11ᵉ temps le plus rapide au monde au 800 m féminin avec un record de 1:58:71 pour terminer troisième derrière Werkwuha Getachew et Habitam Alemu afin de garantir sa place aux Jeux olympiques de Tokyo 2020,,.
Le 30 juin 2021, elle remporte le 800 m au meeting commémoratif Irena Szewińska à Bydgoszcz lors du World Athletics Continental Tour 2021, battant l'athlète éthiopienne Diribe Welteji de 0,07s.
En mars 2022, Musele remporte son deuxième titre national en  800 m à Hawassa. Elle a terminé quatrième aux Championnats d'Afrique d'athlétisme 2022 - course de 800 mètres féminin.
En 2023, elle participe aux Championnats du monde à ⁣⁣Budapest⁣⁣, capital de la Hongrie et atteint les demi-finales du 800 mètres.
En 2024 au Jeux olympiques de paris, elle établit deux nouveaux records personnels lors des tours de qualification du 800 m, en courant en 1:58.07s puis 1:58.06s. Elle termine sixième de la finale.